# Маса Сан Ђовани (Месина)
Маса Сан Ђовани је насеље у Италији у округу Месина, региону Сицилија.
Према процени из 2011. у насељу је живело 169 становника. Насеље се налази на надморској висини од 328 м.